# Клаус Міхаель Кодаллє
Клаус Міхаель Кодаллє (нім. Klaus Michael Kodalle; 18 жовтня 1943, м. Гливиці (сьогодні Польща)) — доктор філософії, професор, німецький філософ.
До 1992 К. М. Кодаллє завідував кафедрою філософії релігії та соціальної етики Гамбурзького Університету (ФРН). Він декілька семестрів був «гостьовим» (запрошеним) професором в університетах США, Франції та Ізраїлю. З 1992 р. по 2008 р. він був завідувачем та професором кафедри практичної філософії та етики Університету імені Фрідріха Шіллера (Йєна, ФРН), а після цього по теперішній час є емеритированим професором цієї кафедри.
Професор Клаус Міхаель Кодаллє є Президентом філософського товариства Тюрінгії (Ерфурт), членом багатьох німецьких та міжнародних наукових товариств і академій, зокрема «Майнцької академії наук і літератури», «Міжнародної Асоціації Томаса Гоббса», а також членом редколегії серії «Bibliotheca Studiorum», яка виходить у видавництві «Юринком Интер» (Київ). Він оприлюднив понад 150 праць, серед яких більше 10 монографій. До сфери філософських інтересів К. М. Кодаллє належить творчість Томаса Гоббса, Карла Шмітта, Сьорена Кьєркегора, Теодора Адорно, Володимира Янкелевича та інших мислителів. Останні роки К. М. Кодаллє присвятив темі «пробачення / вибачення» (Verzeihung).

## Основні праці
- Thomas Hobbes — Logik der Herrschaft und Vernunft des Friedens. München 1972
- Politik als Macht und Mythos. Carl Schmitts 'Politische Theologie', Stuttgart 1973
- (zus. mit T. Koch u. H. Schweppenhäuser) Negative Dialektik und die Idee der Versöhnung. Eine Kontroverse über Theodor W. Adorno. Stuttgart 1973
- Unbehagen an Jesus. Die Herausforderung der Psychoanalyse an die Theologie. Olten/Schweiz, 1978
- Die Eroberung des Nutzlosen. Kritik des Wunschdenkens und der Zweckrationalität im Anschluß an Kierkegaard. Paderborn/München/Wien/Zürich, 1988
- Dietrich Bonhoeffer. Zur Kritik seiner Theologie. Gütersloh, 1991
- Verzeihung nach Wendezeiten? Über Unnachsichtigkeit und mißlingende Selbst-Entschuldung. Jenaer philosophische Vorträge und Studien, Bd. 12, Erlangen und Jena, 1994
- Schockierende Fremdheit. Nach-metaphysische Ethik in der Weimarer Wendezeit. Wien, 1996, ISBN 978-3-85165-234-5
- Annäherungen an eine Theorie des Verzeihens. Akademie der Wissenschaften und der Literatur Mainz. Abhandlungen der Geistes- und sozialwissenschaftlichen Klasse. Jg. 2006, Nr. 8 (Franz Steiner Verlag Stuttgart).
- Im Rückblick auf die Wende: Wie mit Schuld umgehen? Beobachtungen und Reflexionen. Würzburg 2009.

## Переклади праць Клауса Міхаеля Кодаллє
- Кодалле, Клаус-Михаэль (Йена, ФРГ): Постулат разума, который был упущен Кантом, или дух прощения / Перевел с немецкого Владимир Абашник // Проблема раціональності наприкінці XX століття. Матеріали V Харківських міжнародних Сковородинівських читань (29-30 вересня 1998 р.) — Харків: Університет внутрішніх справ, 1998. — С. 271—279.
- Кодалле, Клаус-Михаэль (Йена, ФРГ): Проблемы свободы и справедливости / Перевел с немецкого Владимир Абашник // Ідея справедливості на схилі XX століття. Матеріали VI Харківських міжнародних Сковородинівських читань (28-29 вересня 1999 р.) — Харків: Університет внутрішніх справ, 1999. — С. 129—141.
- Кодалле, Клаус-Михаэль (Йена, ФРГ): Томас Гоббс: философия языка и политика / Перевел с немецкого Владимир Абашник // Практична філософія та правовий порядок. Збірка наукових статей. — Харків: Центр Освітніх Ініціатив, 2000. — С. 19-25.
- Кодалле, Клаус-Михаэль (Йена, ФРГ): Homo Perfectus? Инвалидность и человеческое существование / Перевел с немецкого Владимир Абашник // Філософія спілкування: Філософія, Психологія, Соціальна комунікація / Щорічний науково-практичний філософський журнал. — Харків: ХНТУСГ ім. Петра Василенка, 2010. — № 3, С. 27-31.
- Кодаллє Клаус-Міхаель (Йєна, ФРН). Пробачення як основа людських відносин / Переклав з німецької Володимир Абашнік // Восьма Міжнародна науково-практична конференція:  Соціально-гуманітарні вектори педагогіки вищої школи, м. Харків, ХНУМГ ім. О. М. Бекетова, 21-22 квітня 2017 р. / Збірник матеріалів. — Харків: Міськдрук, 2017. — С. 163—166.